# Palais Ōmiya
Le palais Ōmiya (大宮御所, Ōmiya-gosho) désigne la résidence de l'impératrice douairière du Japon. Littéralement, Ōmiya signifie « grand palais », mais c'est aussi un titre de courtoisie de l'impératrice douairière. Ainsi, le nom « palais Ōmiya » ne se réfère-t-il pas à un endroit spécifique tel que Ōmiya-ku (Saitama).
Dans l'histoire moderne, trois palais sont appelés Ōmiya :
- Le Palais Ōmiya de Kyoto (京都大宮御所, Kyōto Ōmiya-gosho?), ou simplement palais Ōmiya Palace, à Kyoto est construit en 1867 comme résidence de l'impératrice Eishō, épouse de l'empereur Kōmei. Le palais est à présent utilisé pour l'hébergement de la famille impériale et des invités d'État[2].
- Le palais Ōmiya (大宮御所, Ōmiya-gosho?) à Akasaka, Tokyo est la résidence de l'impératrice Teimei, épouse de l'empereur Taishō. Après sa mort au palais en 1951, le site du palais est converti en résidence pour le prince héritier, le palais du Tōgū de nos jours utilisé par le prince héritier Naruhito et sa famille.
- Le palais Ōmiya Fukiage (吹上大宮御所, Fukiage Ōmiya-gosho?) dans le Kōkyo à Tokyo qui sert d'abord de résidence à l'empereur Showa et de l'impératrice Kōjun est appelé « palais Fukiage ». Après la mort de l'empereur en 1989, le palais est renommé « palais Ōmiya Fukiage », dans lequel vit l'impératrice douairière jusqu'à sa mort en 2000[3].

## Source de la traduction
- (en) Cet article est partiellement ou en totalité issu de l’article de Wikipédia en anglais intitulé « Ōmiya Palace » (voir la liste des auteurs).